# Sikorski II

Herb Sikorski II

Herb Sikorski II a

Herb Sikorski II b

Sikorski II (Cietrzew odmienny, Leliwa odmienny) – kaszubski herb szlachecki, odmiana herbu Cietrzew albo Leliwa.

## Opis herbu
Herb znany był przynajmniej w trzech wariantach. Opis z wykorzystaniem zasad blazonowania, zaproponowanych przez Alfreda Znamierowskiego:
Sikorski II (Cietrzew odmienny, Leliwa odmienny): W polu błękitnym półksiężyc z twarzą (okiem w lewo) srebrny, nad którym gwiazda złota. Klejnot: nad hełmem bez korony ptak srebrny. Labry błękitne, podbite srebrem.
Sikorski II a (Cietrzew odmienny, Leliwa odmienny): W polu półksiężyc, nad którym gwiazda. Barwy nieznane. Nad tarczą sama korona, w której klejnot: cietrzew czarny.
Sikorski II b (Cietrzew odmienny, Leliwa odmienny): W polu półksiężyc z twarzą, nad którym gwiazda; na niej ptak. Barwy nieznane. Hełm w koronie i z labrami, ale bez klejnotu.

## Najwcześniejsze wzmianki
Wariant II przytoczony w herbarzu Siebmachera, Ostrowskiego (Księga herbowa rodów polskich, bez barw) oraz Ledebura (Adelslexikon der preussichen Monarchie von...). Wariant II a pochodzi z pieczęci Jana Teofila Sikorskiego, wyciśniętej na dokumencie z 6 sierpnia 1728. Wariant II b pochodzi z pieczęci tego samego herbownego, z dokumentu datowanego na 3 września 1720. Wszystkie warianty obrazują zapewne kolejne etapy ewolucji herbu od Cietrzewia do odmiany Leliwy.

## Rodzina Sikorskich
Herb Sikorski II przypisywano gałęzi z Warmii, z której Anton von Sikorski składał w 1772 przysięgę lenną królowi pruskiemu. Anton był dziedzicem dóbr Katrajny. Z tej samej linii pochodzić miał Joachim, wspominany w 1809, oraz Anton, deputat do Departamentu Krajowego w Morągu w 1810. Wariantami odmiennymi posługiwał się Jan Teofil Sikorski (ok. 1650-1740), pisarz i burgrabia grodzki pomorski, właściciel wsi Wyczechowo.

## Herbowni
Sikorski (Schikorski, Sicorsky, Sikorsky, Sykorski, Sykorsky).
Sikorscy z Kaszub znani głównie byli z herbem Cietrzew. Z takim też herbem wylegitymowali się w Królestwie Polskim. Wariantem tego herbu był Sikorski I. Istniały też inne herby przypisywane tej rodzinie, powstałe, jak się zdaje, jako herby mówiące: Sikorski III, Sikorski IV i Sikorski V.